# علی‌اکبر یوسفی (کشتی‌گیر)
علی‌اکبر یوسفی (زادهٔ ۱۰ اردیبهشت ۱۳۷۶) کشتی‌گیر ایرانی دستهٔ فوق سنگین در کشتی فرنگی است. او در سال ۲۰۲۱ برای نخستین بار در تاریخ کشتی ایران در دستهٔ فوق سنگین کشتی فرنگی قهرمان کشتی جهان شد. او همچنین قهرمان کشتی آسیا در سال ۲۰۲۱ و قهرمان مسابقات قهرمانی زیر ۲۳ سال جهان در سال ۲۰۱۹ است.

## فعالیت حرفه‌ای ورزشی

### قهرمانی زیر ۲۳ سال جهان ۲۰۱۸
در وزن ۱۳۰ کیلوگرم علی اکبر یوسفی پس از استراحت در دور اول در دور دوم با نتیجه ۴ بر یک مقابل زویادی پاتاریدزه قهرمان جوانان جهان و دارنده مدال نقره زیر ۲۳ سال جهان از گرجستان کشتی را واگذار کرد و با توجه به حضور این کشتی‌گیر در دیدار فینال، وی به گروه بازنده‌ها رفت. یوسفی در این گروه مقابل نوخچو لابازانوف از روسیه با نتیجه ۵ بر ۲ پیروز شد و راهی دیدار رده‌بندی شد. وی در این دیدار یوهانس مایینپاییا از فنلاند را با نتیجه ۵ بر صفر از پیش رو برداشت و صاحب مدال برنز شد.

### قهرمانی زیر ۲۳ سال جهان ۲۰۱۹
در وزن ۱۳۰ کیلوگرم علی اکبر یوسفی در دور اول با قرعه استراحت روبرو بود. وی در دور دوم در مصاف با کونستا مایین پایای از فنلاند با نتیجه ۳ بر صفر به برتری دست یافت. یوسفی در دور سوم و در مرحله یک چهارم نهایی با نتیجه ۳ بر ۲ از سد فرانز ریشتر از آلمان گذشت و به مرحله نیمه نهایی راه یافت. وی در این مرحله با نتیجه ۷ بر ۶ از سد عثمان ایلدیریم دارنده مدال نقره زیر ۲۳ سال جهان از کشور ترکیه گذشت و راهی دیدار فینال شد. یوسفی در دیدار فینال با توجه به مصدومیت زویادی پاتاریدزه قهرمان سال گذشته این مسابقات پیروز میدان شد و به مدال طلا رسید.

### جام پیت لاسینسکی ۲۰۲۰
یوسفی در این رقابت‌ها توانست در دور نخست روماس کاردریسوف از لیتوانی را ۵ بر ۰ شکست دهد و به ۱/۴ نهایی برسد؛ او در این مرحله ۱ بر ۱ از سد هیکی نابی از استونی گذشت و به نیمه نهایی رسید. او در نیمه نهایی ادوارد پوپ از آلمان رو ۲ بر ۱ شکست داد و به فینال رسید. وی در فینال مقابلامین میرزازاده از ایران ۳ بر ۱ تن به شکست داد و به مدال نقره رسید.

### قهرمانی آسیا ۲۰۲۱
در وزن ۱۳۰ کیلوگرم علی اکبر یوسفی در دور نخست با نتیجه ۹ بر یک مراد رامانوف از قرقیزستان را شکست داد. وی در دور دوم و در مرحله نیمه نهایی با نتیجه ۱۴ بر ۵ سهراب فاتویف از ازبکستان را شکست داد و به دیدار فینال راه یافت. حریف یوسفی در این دیدار علیم‌خان سیزدیکوف از قزاقستان را با نتیجه ۵ بر ۱ از پیش رو برداشت و صاحب مدال طلا شد.

### قهرمانی جهان در اسلو ۲۰۲۱
علی اکبر یوسفی در وزن ۱۳۰ کیلوگرم جهانی نروژ پس از استراحت در دور اول در دور دوم با نتیجه ۶ بر یک دیوید اواساپیان از ارمنستان را مغلوب کرد و به مرحله یک چهارم نهایی راه یافت. وی در این مرحله با نتیجه ۲ بر یک اسکار مارویک از نروژ را از پیش رو برداشت و راهی مرحله نیمه نهایی شد. وی در این مرحله به مصاف یاسمانی آکوستا دارنده مدال برنز جهان و فرنگی‌کار کوبایی‌الاصل از شیلی رفت و در یک کشتی حساس حریف قدرتمند خود را ۲ بر یک شکست داد و به فینال راه پیدا کرد. یوسفی در فینال به مصاف زورابی گدخائوری دارنده مدال برنز اروپا از روسیه رفت و توانست قدرتمندانه حریف خود را با نتیجه ۵ بر یک شکست دهد و مدال طلا بگیرد. یوسفی حدود ۲ ماه پیش نیز در رقابت‌های بین‌المللی صربستان فرنگی‌کار روسی را شکست داده بود. مدال یوسفی دومین مدال طلای تیم ملی در پیکارهای جهانی ۲۰۲۱ نروژ بود.

### بازی‌های همبستگی اسلامی ۲۰۲۱
در وزن ۱۳۰ کیلوگرم که با حضور ۶ نفر و دو گروه ۳ نفره و به صورت دوره‌ای برگزار شد، علی اکبر یوسفی با نتیجه ۹ بر ۳ از سد عثمان ایلدیریم از ترکیه گذشت. وی در دور بعد با نتیجه ۶ بر ۴ از سد رومان کیم از قرقیزستان گذشت و به مرحله نیمه نهایی راه یافت. یوسفی در این دیدار مقابل آنتون ساونکو از قزاقستان با نتیجه ۹ بر یک به برتری دست یافت و راهی دیدار فینال شد. وی در دیدار پایانی با نتیجه ۳ بر ۲ از سد عثمان ایلدیریم از ترکیه گذشت و به مدال طلا دست یافت.